# 天津日租界道路列表
天津日租界道路列表是天津日租界界内所有道路的列表。

## 道路列表
| 當時路名 | 光复更名         | 现时路段                                                   |
| 山口街   | 张自忠路         | 锦州道至荣吉大街                                           |
| 寿街     | 兴安路           | 锦州道至多伦道                                             |
| 新寿街   | 兴安路           | 多伦道至荣吉大街                                           |
| 曙街     | 嫩江路           | 多伦道至锦州道，现西平东道至锦州道段已不复存在。           |
| 闸口街   | 辽北路           | 多伦道至荣吉大街，现已不复存在。                           |
| 旭街     | 和平路           | 南马路至锦州道                                             |
| 常磐街   | 辽宁路           | 佳木斯道至锦州道                                           |
| 荣街     | 新华路           | 多伦道至锦州道                                             |
| 花园街   | 山东路           | 多伦道至锦州道                                             |
| 小松街   | 热河路           | 四平东道至锦州道                                           |
| 芙蓉街   | 河北路           | 多伦道至锦州道                                             |
| 桔街     | 蒙古路           | 多伦道至锦州道                                             |
| 春日街   | 河南路           | 多伦道至锦州道                                             |
| 吉野街   | 察哈尔路         | 多伦道至鞍山道                                             |
| 明石街   | 山西路           | 多伦道至锦州道                                             |
| 香取街   | 林西路           | 鞍山道至沈阳道                                             |
| 须磨街   | 陕西路           | 多伦道至锦州道                                             |
| 石山街   | 宁夏路           | 鞍山道至多伦道                                             |
| 淡路街   | 甘肃路           | 多伦道至锦州道                                             |
| 加茂街   | 青海路           | 鞍山道至万全道                                             |
| 三岛街   | 新疆路           | 鞍山道至多伦道                                             |
| 兴津街   | 西藏路           | 鞍山道至包头道                                             |
| 住吉街   | 南京路           | 锦州道至南门外大街                                         |
| 秋山街   | 锦州道           | 南京路至张自忠路，其中，和平路至张自忠路已不复存在。       |
| 蓬莱街   | 沈阳道           | 南京路至张自忠路，其中，和平路至张自忠路已不复存在。       |
| 松岛街   | 哈密道           | 南京路至张自忠路，其中，嫩江道至张自忠路已不复存在。       |
| 浪速街   | 四平东道         | 甘肃路至张自忠路，其中，嫩江道至张自忠路已不复存在。       |
| 宫岛街   | 鞍山道           | 南京路至张自忠路，其中，兴安路至张自忠路已不复存在。       |
| 吾妻街   | 佳木斯道         | 新华路至张自忠路，其中，兴安路至张自忠路已不复存在。       |
| 伏见街   | 万全道           | 河北路至南京路                                             |
| 桃山街   | 包头道           | 山西路至西藏路                                             |
| 福岛街   | 多伦道           | 张自忠路至南门外大街                                       |
| 桥立街   | 福安大街         | 张自忠路至和平路                                           |
| 扶桑街   | 荣吉大街         | 兴安路至和平路                                             |
| 大和街   | 兴安路和荣吉大街 | 兴安路为和平路至荣吉大街段，荣吉大街为兴安路至张自忠路段。 |